# Sajtreszelő

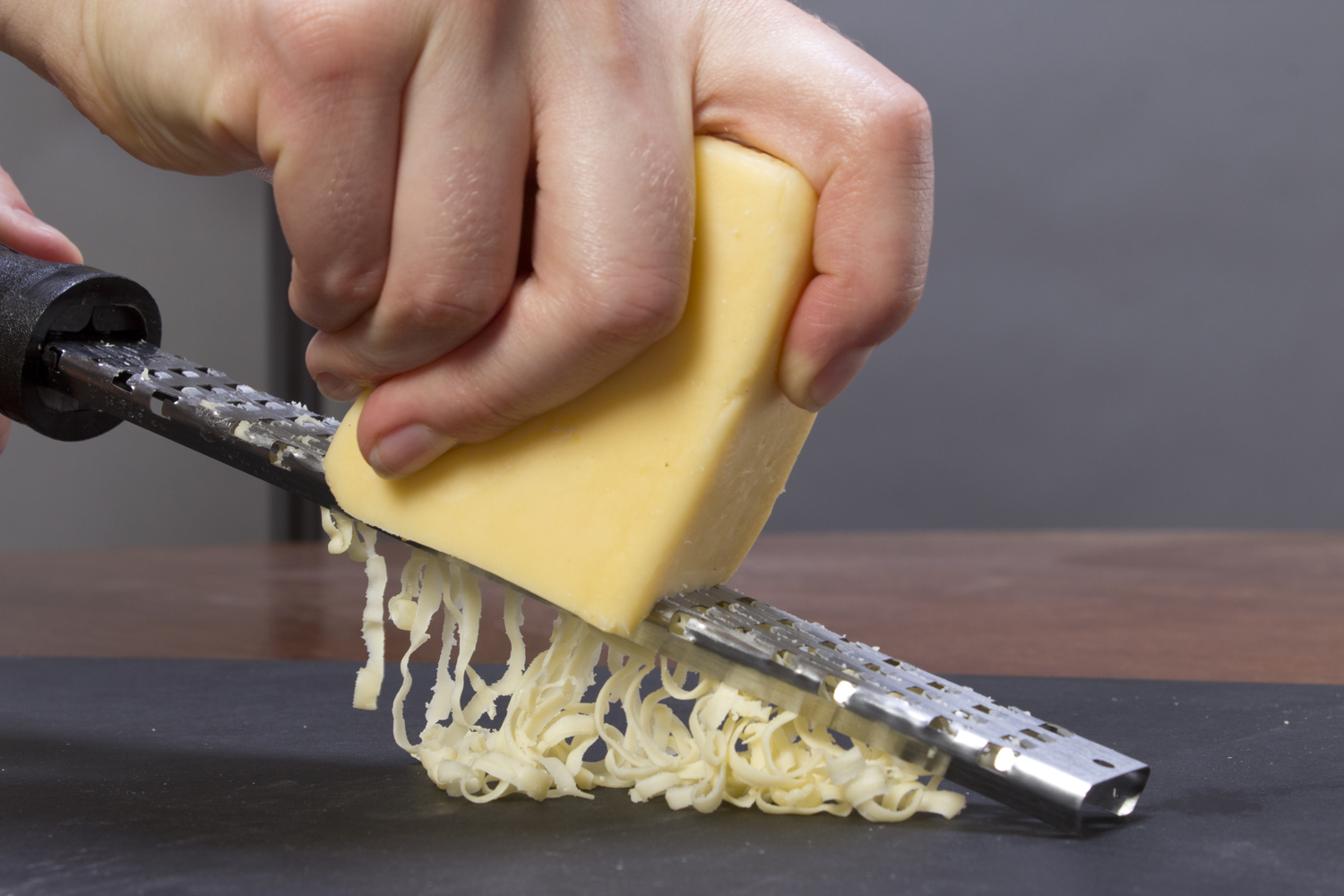
Sajtreszelő lágy sajtokhoz

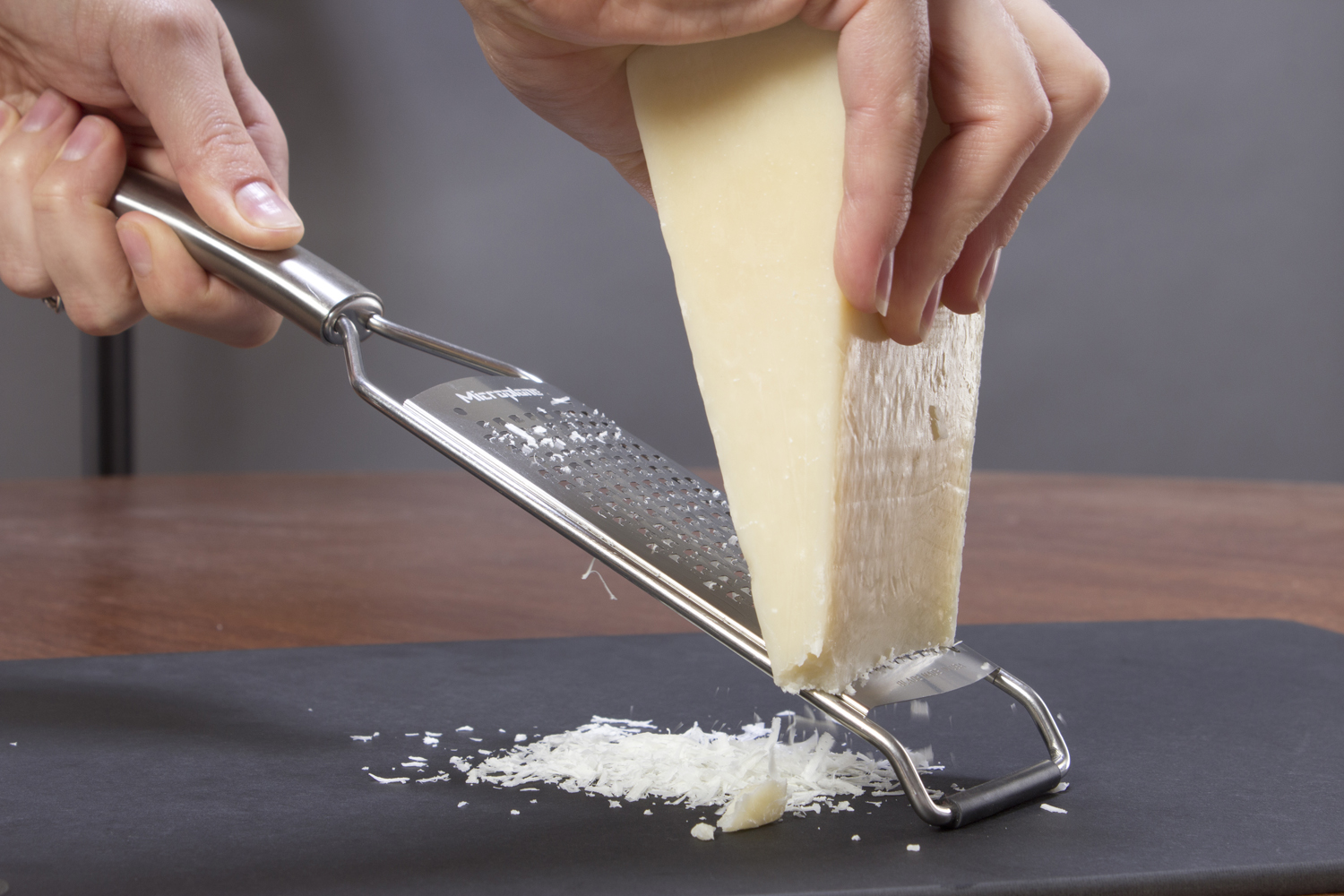
Sajtreszelő kemény sajtokhoz

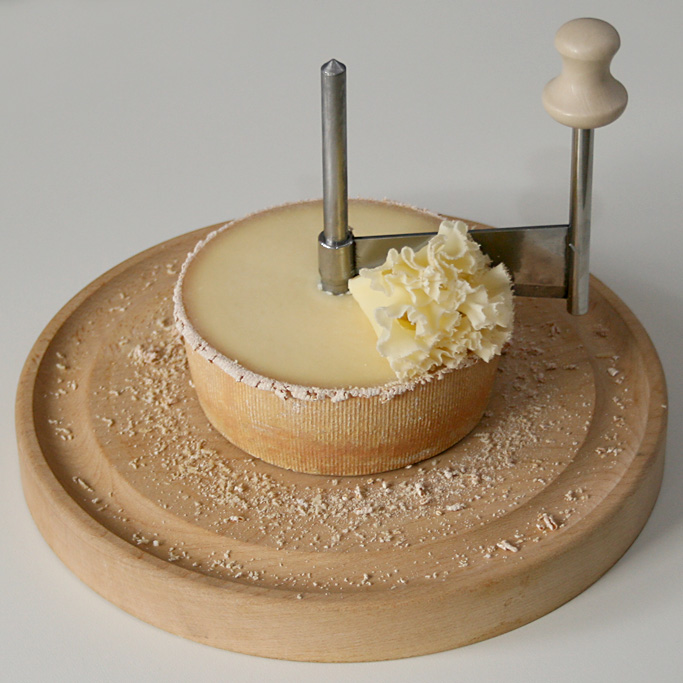
A svájci Barátfej sajt (tête de moine) speciális
sajtgyaluja a Girolle, amellyel a kemény sajtkorongból vékony forgácsszerű rétegeket kaparnak, faragnak le

A sajtreszelő fém konyhai termék sajtok és egyéb ételek reszeléséhez.

## Története
A sajtreszelőt François Boullier találta fel az 1540-es években Franciaországban. A kemény sajtokat nehéz volt felhasználni bármire is, így a francia feltaláló ónedényekből készített reszelői segítettek a megszáradt és kemény sajtok elfogyasztásában.
A mai formáját évszázadokkal később, az 1920-as években Jeffrey Taylor alakította ki, aki felhasználta Boullier ötletét, és egy fém zuhanylefolyó lyukait kihegyezve reszelte a sajtot.
Magyarországon Dér Zoltán százados vezette be az eszközt, amikor a második világháborúban az éhező katonáknak kellett egy megoldás a száradt sajtok felhasználásához.